# Station Deerlijk
Station Deerlijk is een voormalig spoorwegstation langs de Belgische spoorlijn 89 (Denderleeuw-Kortrijk) in de gemeente Deerlijk. Het werd in 1892 geopend en op 3 juni 1984 gesloten. Rond het station ligt het gehucht Statiewijk.

## Aantal instappende reizigers
De grafiek en tabel geven het gemiddeld aantal instappende reizigers weer op een week-, zater- en zondag.
| Tabel: aantal instappende reizigers station Deerlijk | Tabel: aantal instappende reizigers station Deerlijk | Tabel: aantal instappende reizigers station Deerlijk | Tabel: aantal instappende reizigers station Deerlijk |
|                                                      | Weekdag                                              | Zaterdag                                             | Zondag                                               |
| ---------------------------------------------------- | ---------------------------------------------------- | ---------------------------------------------------- | ---------------------------------------------------- |
| 1977                                                 | 57                                                   | 47                                                   | 13                                                   |
| 1978                                                 | 81                                                   | 16                                                   | 10                                                   |
| 1979                                                 | 62                                                   | 4                                                    | 5                                                    |
| 1980                                                 | 73                                                   | 9                                                    | 6                                                    |
| 1981                                                 | 83                                                   | 7                                                    | 3                                                    |
| 1982                                                 | 65                                                   | 3                                                    | 16                                                   |
| 1983                                                 | 62                                                   | 13                                                   | 9                                                    |

0,0: Denderleeuw ·
2,1: Welle ·
3,9: Haaltert ·
6,5: Ede ·
11,2: Burst ·
13,0: Terhagen ·
14,3: Herzele ·
16,0: Hillegem ·
17,6: Leeuwergem ·
20,2: Zottegem ·
25,8: Roborst ·
27,5: Munkzwalm ·
30,0: Sint-Denijs-Boekel ·
32,5: Welden ·
34,7: Ename ·
37,5: Oudenaarde ·
41,0: Petegem ·
43,2: Elsegem ·
45,7: Anzegem ·
49,1: Sterhoek ·
53,8: Vichte ·
56,6: Deerlijk ·
59,8: Stasegem ·
63,3: Kortrijk